# Чёрная сипуха
Чёрная сипуха (лат. Tyto tenebricosa) — один из видов сипух. Птицы плохо исследованы ввиду их преимущественно ночной активности.

## Описание

### Внешний вид
Средняя длина крыла — 243—343 мм; размах крыльев — 103 см.
Длина самок — 44—51 см; масса — 900—1100 г.
Длина самцов — 37—43 см; масса — 600—700 г.
Сова средних размеров без «ушей»-пучков. Самки, как правило, больше и тяжелее самцов (разница в массе до 350 г), однако в одной из наблюдавшихся пар был выявлен реверсивный половой диморфизм.
Основное оперение птицы — пепельно-чёрное; на округлом лицевом венчике, цвет которого варьируется от светло-серого до графитового (от светлых краёв постепенно темнеет к середине), расположены очень большие чёрные глаза.
Нижняя часть живота и бёдер тёмная, с мелкими неравномерными чёрными пятнышками. Радужка глаза насыщенного тёмно-карего цвета, клюв светло-кремовый. Ноги плотно оперены вплоть до основания тёмно-серых пальцев, которые заканчиваются массивными чёрно-коричневыми когтями. Крылья короткие, округлые и равномерные по всей длине; очень короткий хвост.
Птенцы покрыты беловатым или светло-серым пушком; подростки выглядят почти как взрослые, но с более тёмным лицевым диском.

### Голос
Самый известный зов Чёрной сипухи — продолжительный нисходящий свист, который часто сравнивают со звуком летящей бомбы; кроме этого птицы стрекочут и трещат, подобно насекомым.
Птенцы, выпрашивая у родителя пищу, издают громкие, монотонные и настойчивые поскрипывания.

## Распространение

### Ареал
Чёрную сипуху можно встретить на Новой Гвинее, на острове Япен и восточной Австралии, исключая большую часть штата Квинсленд. На территории Австралии этот вид необычайно редок или уже исчез, однако по-прежнему широко распространён в Новой Гвинее.

### Места обитания
Любят густые тропические и влажные эвкалиптовые леса, а также лесные опушки, заселяя как низменности, так и высоты до 3660 м.

### Подвиды
На данный момент известно 2 подвида.
| Подвид                          | Распространение           | Описание                                             |
| ------------------------------- | ------------------------- | ---------------------------------------------------- |
| T. t. tenebricosa (Gould, 1845) | северо-восток Австралии   | Более коричневая и маленькая сова (вес — 500-750 гр) |
| T. t. arfaki (Schlegel, 1879)   | Новая Гвинея, остров Япен |                                                      |

## Питание
Универсальный хищник, охотящийся на любых возможных млекопитающих малых и средних размеров. Добычей могут стать опоссумы, летучие мыши, крупные крысы и изредка мелкие птицы и рептилии. Ловит жертву, пикируя из-под лесного полога к земле.